# Премія «Сезар» за найкращу чоловічу роль

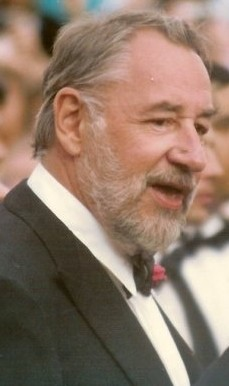
Філіпп Нуаре — перший лауреат премії

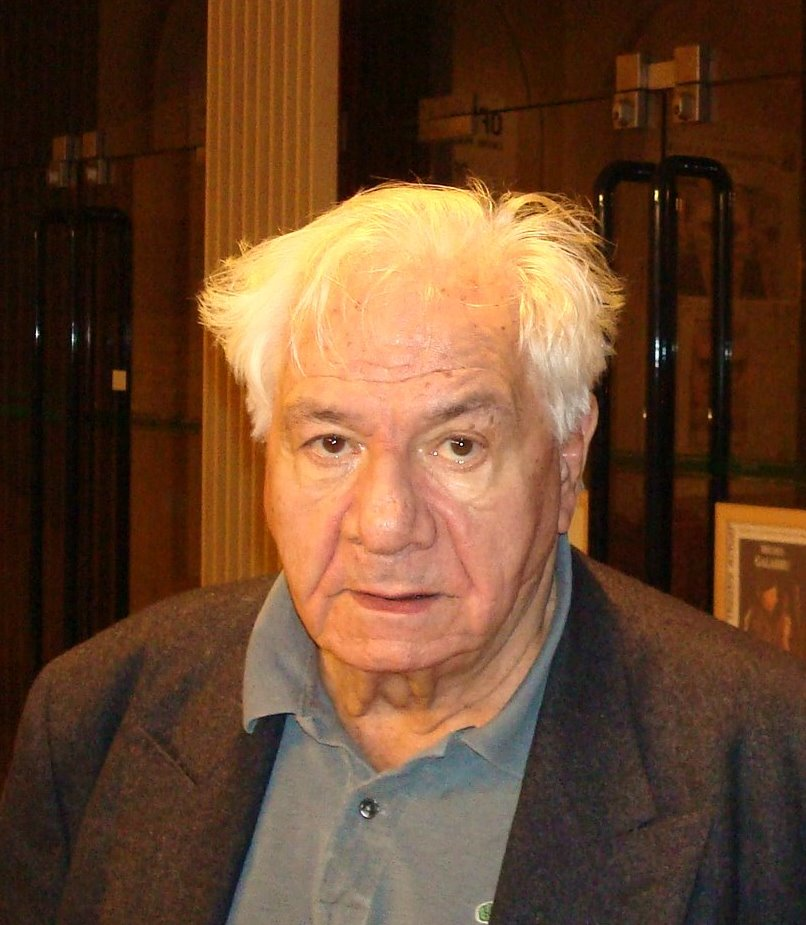
Мішель Галабрю — другої лауреат премії

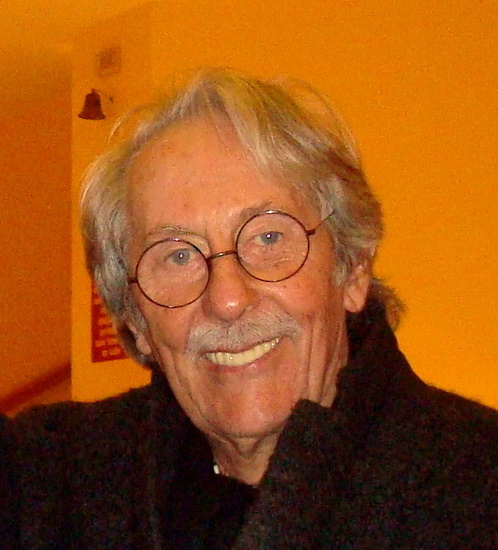
Жан Рошфор — лауреат 1978 року

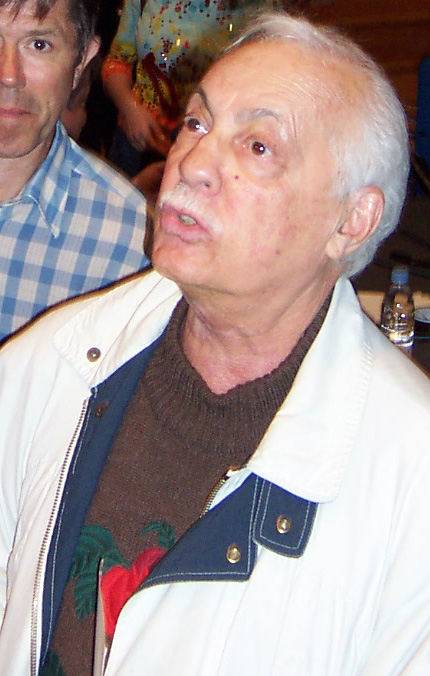
Мішель Серро — єдиний 3-кратний лауреат премії

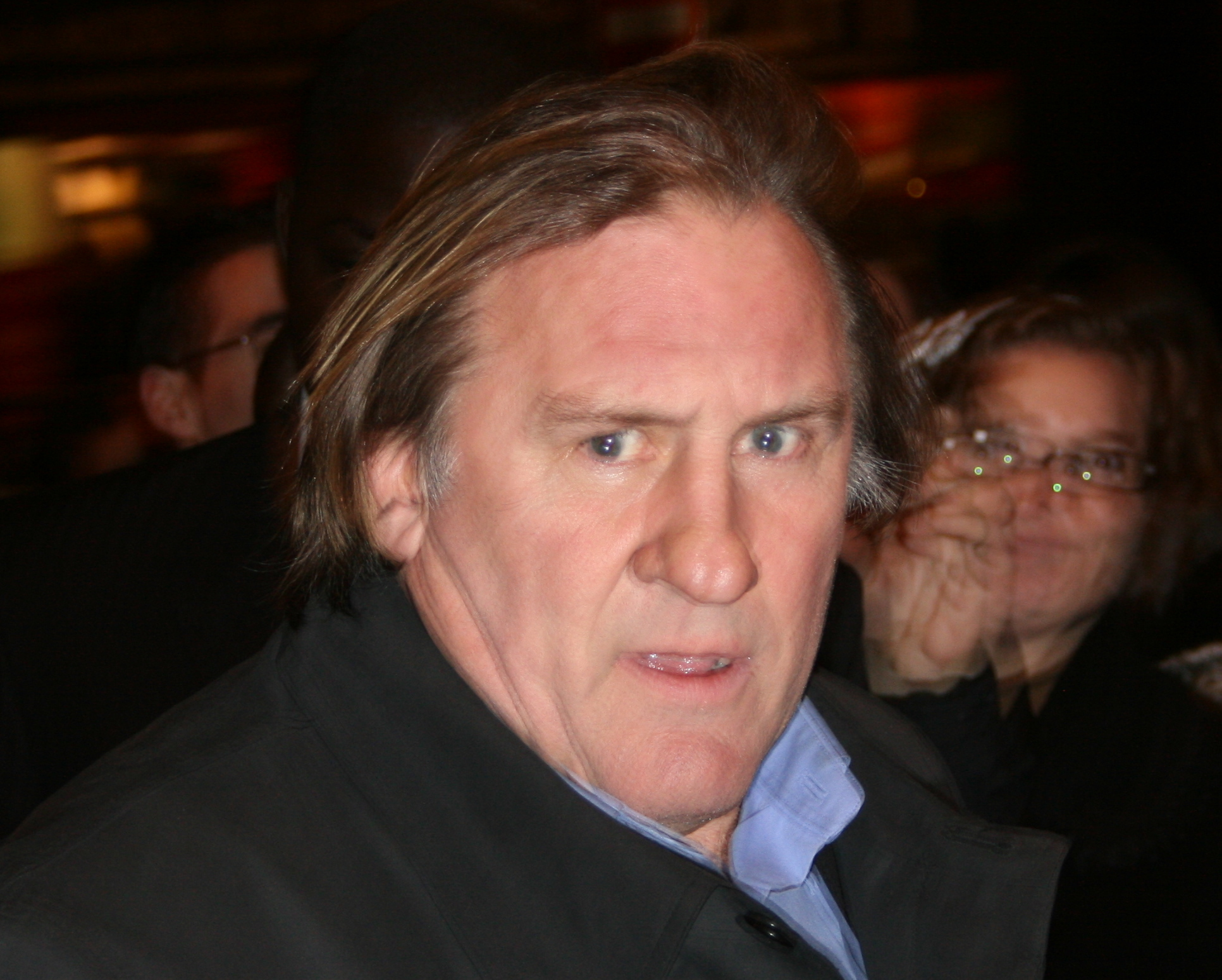
Жерар Депардьє — 2 перемоги за 15 номінацій

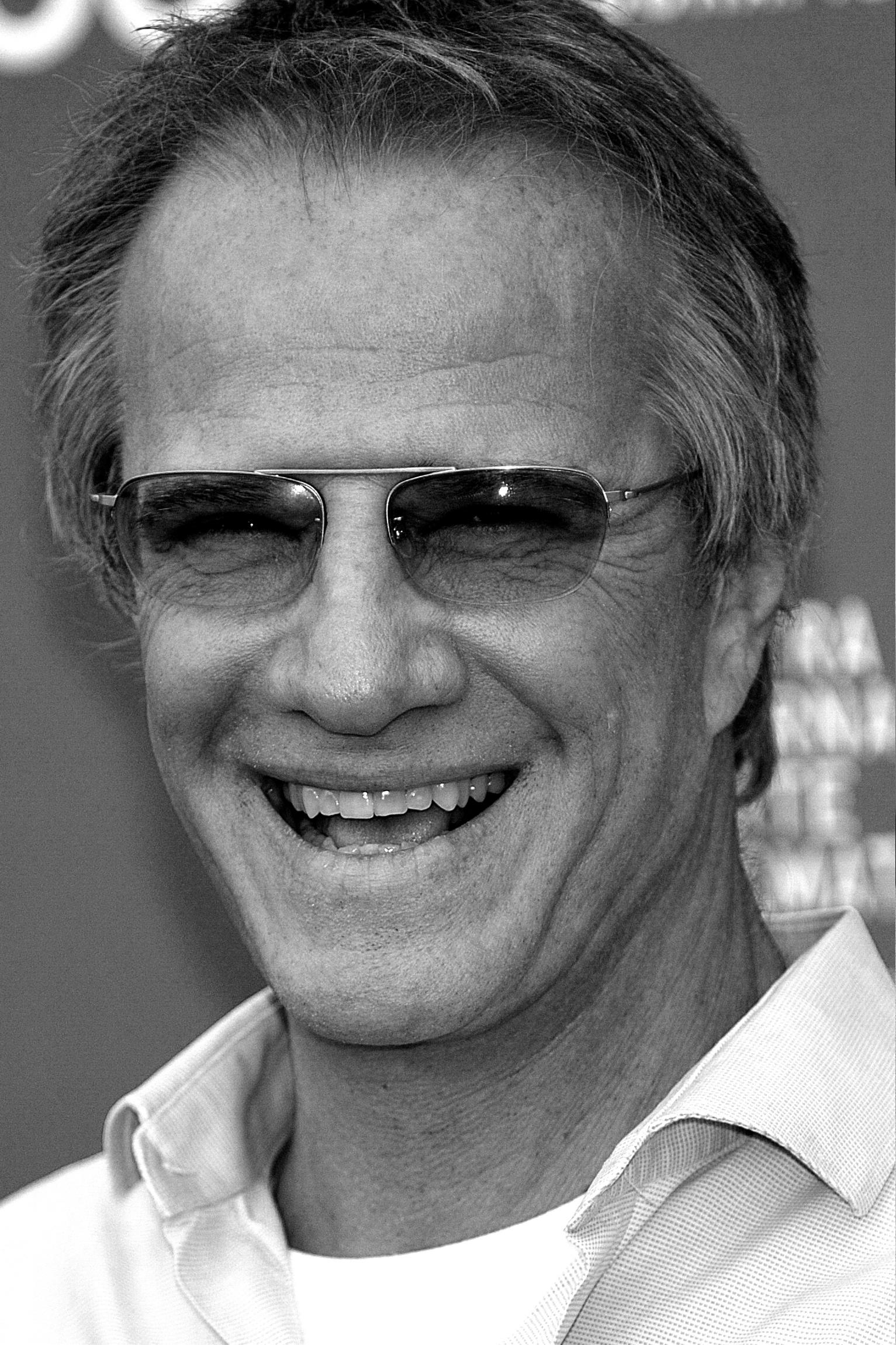
Кристофер Ламберт — лауреат 1986 року

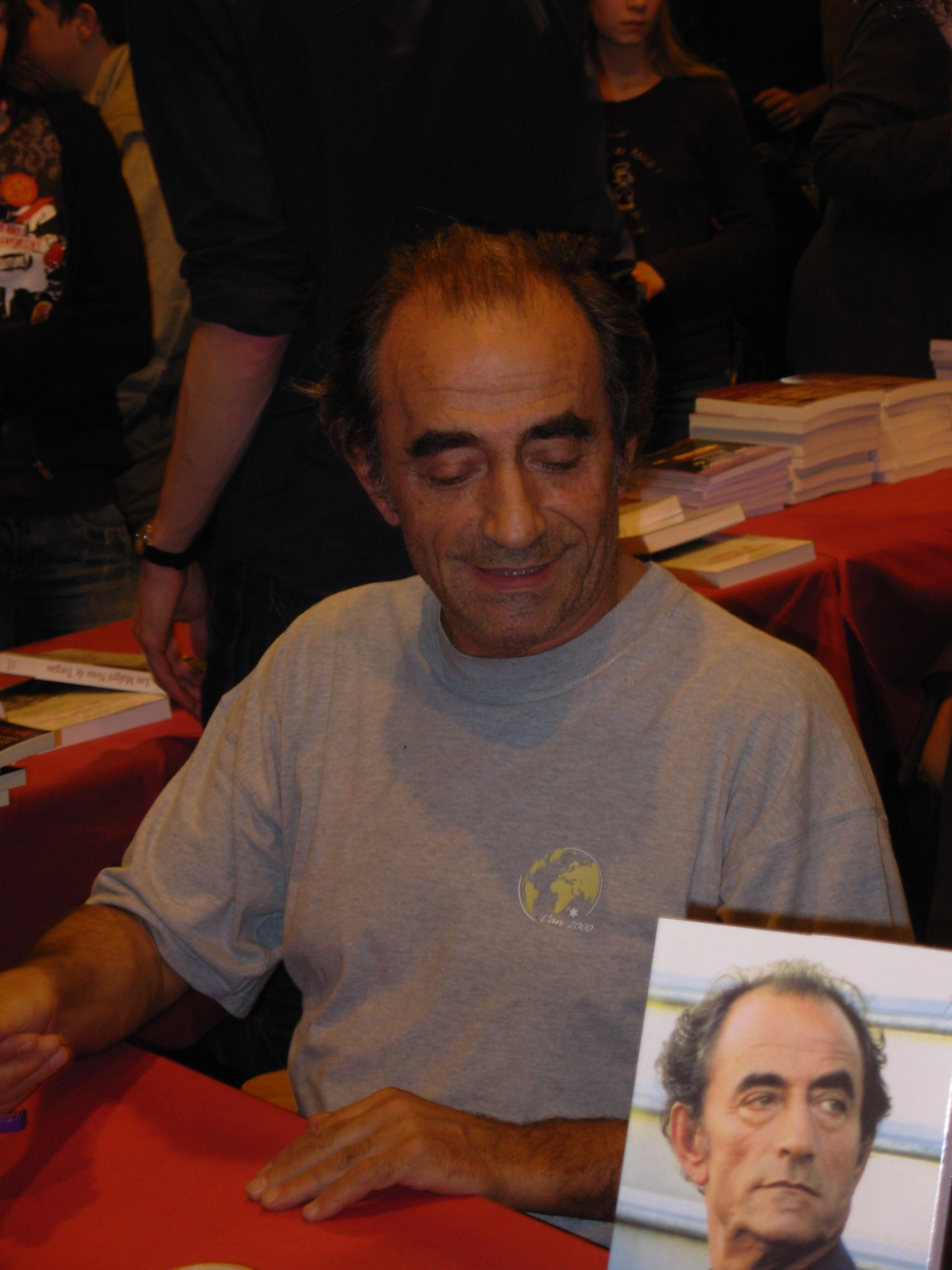
Рішар Боренже — лауреат 1988 року

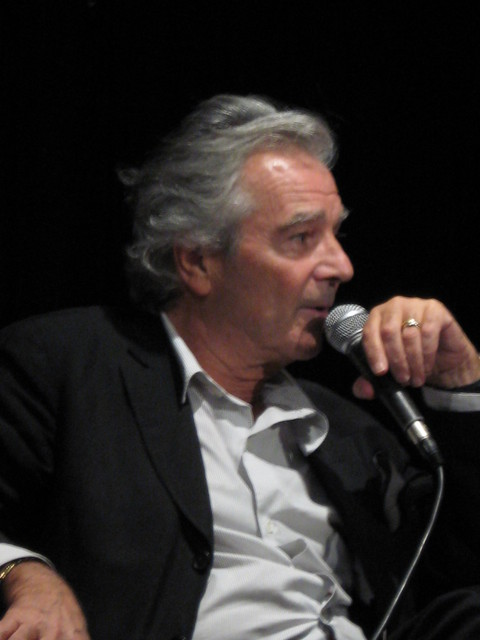
П'єр Ардіті — лауреат 1994 року

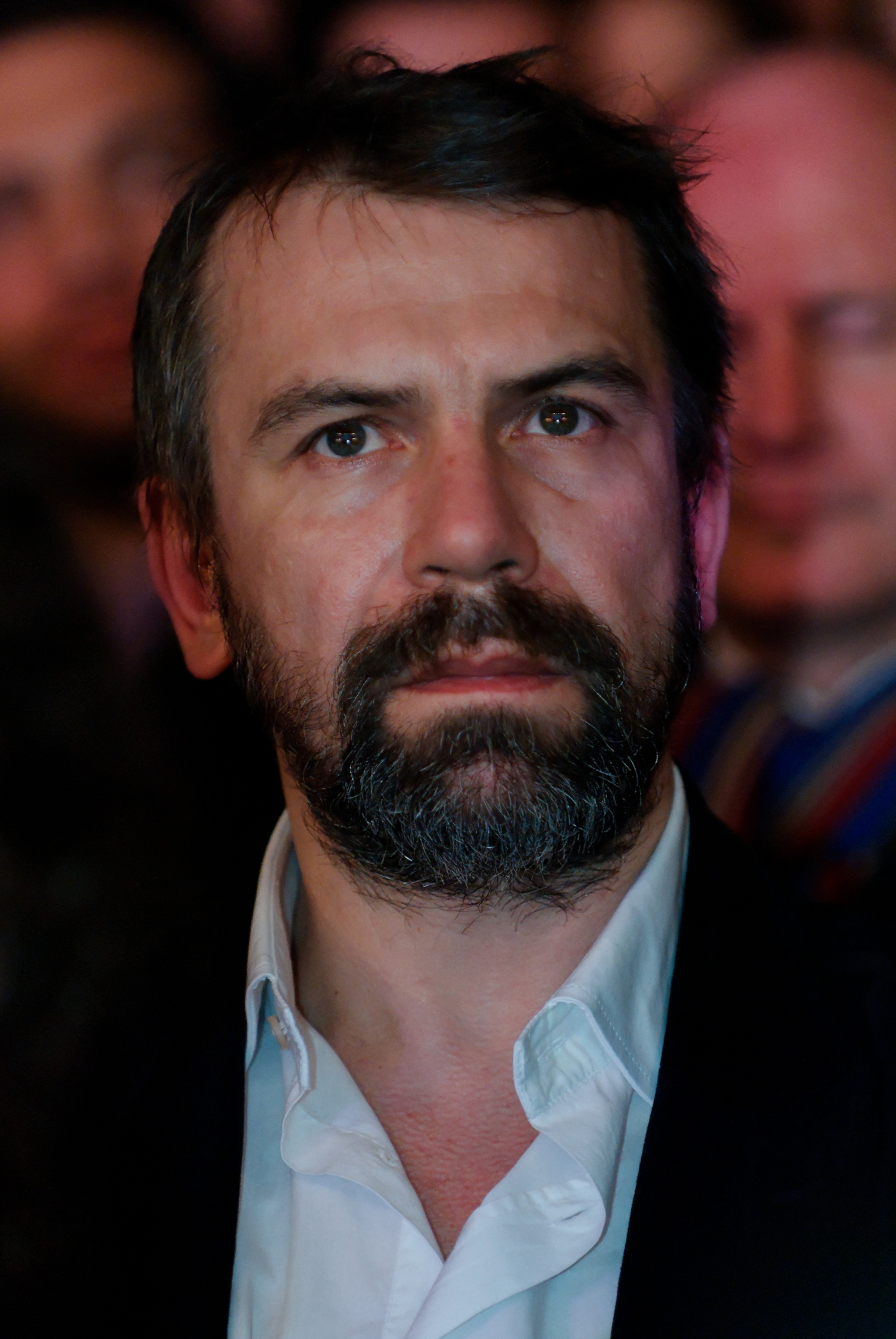
Філіпп Торретон — лауреат 1997 року

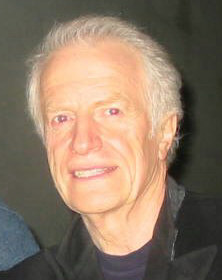
Андре Дюссольє — лауреат 1998 року

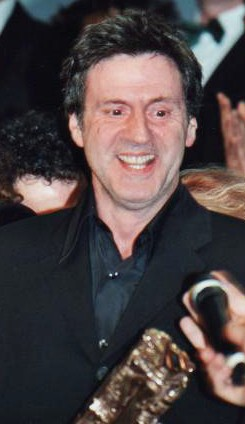
Данієль Отей — лауреат 1987 та 2000 року

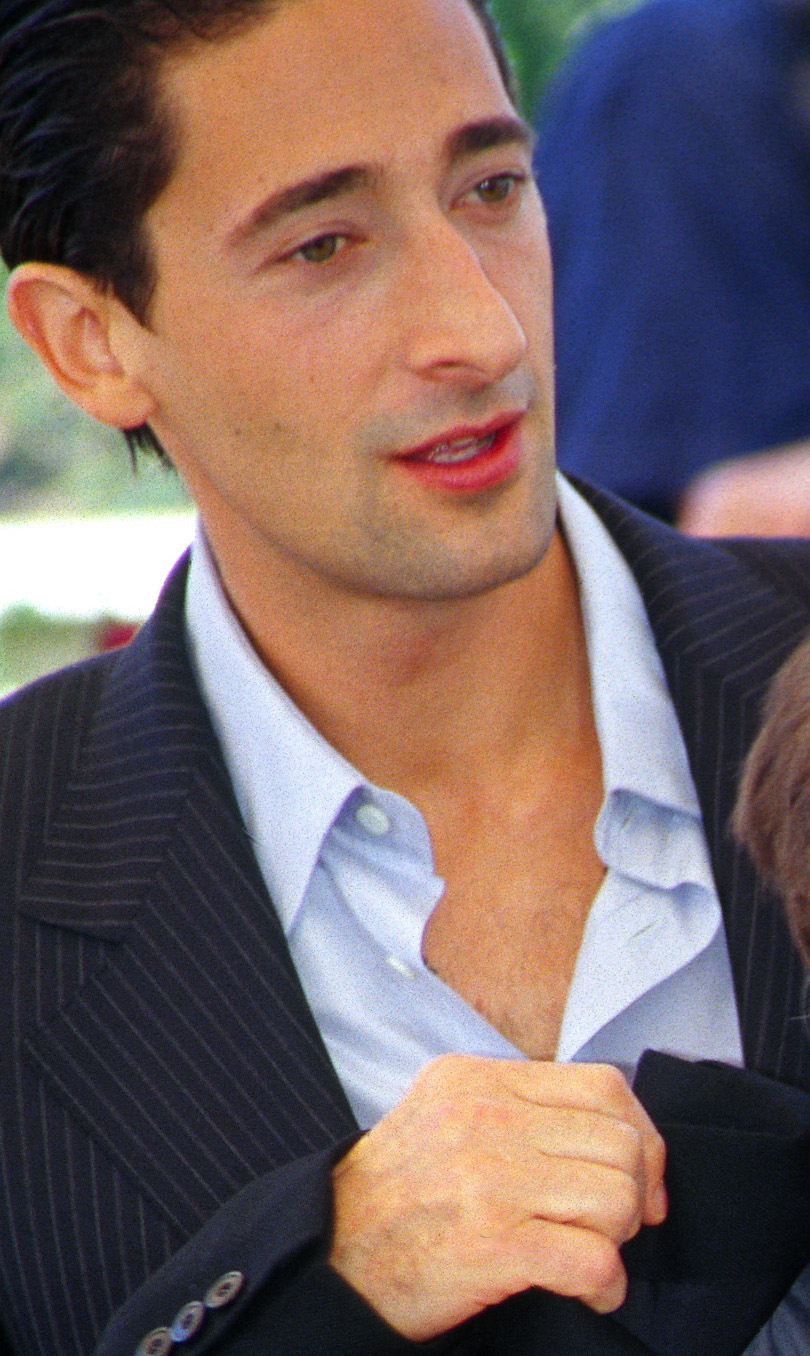
Едріен Броуді — лауреат 2003 року

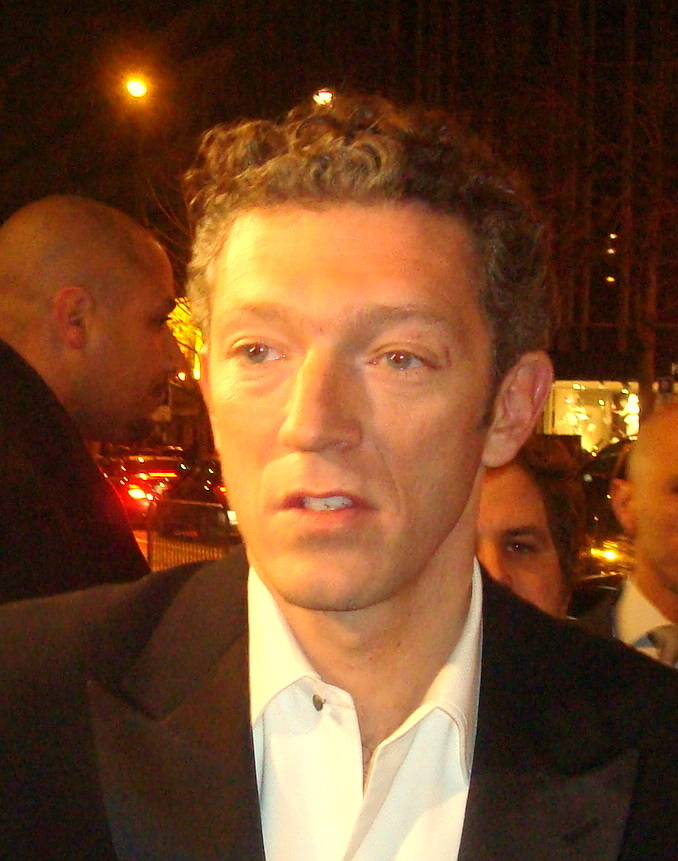
Венсан Кассель — лауреат 2009 року

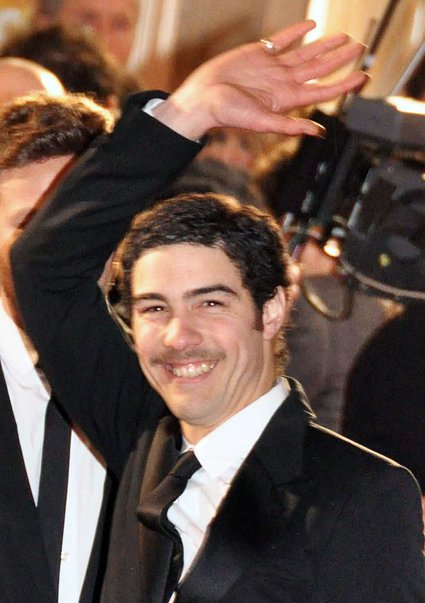
Тахар Рахім — лауреат 2010 року

Премію «Сезар» за найкращу чоловічу роль (фр. César du meilleur acteur) вручають щорічно з 1976 року акторові, який виконав найкращу головну чоловічу роль у французькому кінофільмі. Премію вручають за результатами голосування членів французької національної Академії мистецтв та технологій кінематографа (фр. L'Académie des arts et techniques du cinéma), створеної 1975 року Жоржем Кравенном.
Церемонія вручення нагород відбувається щорічно у лютому (раніше нагородження також проходили у січні, березні та квітні) у паризькому театрі «Шатле» (з 2002 року). Премії вручають за фільми попереднього року.
На цей момент пройшло 35 церемоній вручення. 7 разів номінували по 4 актори, 25 разів — по 5, 3 рази — по 6.
Єдиним актор, що тричі перемагав у цій номінації, є Мішель Серро (1979, 1982, 1996). По 2 рази вигравали п'ятеро: Філіпп Нуаре (1976 та 1990), Жерар Депардьє (1981 та 1991), Данієль Отей (1987 та 2000), Мішель Буке (2002 та 2006) та Матьє Амальрік (2005 та 2008).
За кількістю номінацій (включаючи перемоги) лідирує Жерар Депардьє — 16. Крім нього ще 10 акторів були номіновані не менше 4 разів:
- 12 — Данієль Отей (2 перемоги),
- 7 — Мішель Серро (3 перемоги),
- 5 — Філіпп Нуаре (2 перемоги) та Патрік Девар (жодної перемоги),
- 4 — Жан Рошфор (1 перемога), Франсуа Клюзе (1 перемога), Мішель Блан (жодної перемоги), Мішель Пікколі (жодної перемоги), Шарль Берлінг (жодної перемоги) та Венсан Лендон (жодної перемоги).

Найстарший лауреат премії — Мішель Буке: 2006 року йому було 80 років. Наймолодший лауреат — Тахар Рахім: у березні 2010 року йому було 28 років.

## Лауреати та номінанти
У дужках вказується який за рахунком раз переміг чи був номінований актор (окрім першого). перемоги враховуються і як номінації.
Курсивом наведено назви фільмів французькою мовою
Вказані роки проведення церемоній нагородження, а посилання за роками ведуть на рік у кінематографі, коли фільми вийшли на екрани

### 1970-ті
| Рік  | Переможець     | Фільм                                   | Номінанти          | Фільми                                                              |  |  |  |
| 1976 | Філіпп Нуаре   | «Стара рушниця» Le vieux fusil          | Віктор Лану        | «Кузен, кузина»/Cousin, cousine                                     |  |  |  |
| 1976 | Філіпп Нуаре   | «Стара рушниця» Le vieux fusil          | Жан-П'єр Мар'єль   | «Печиво з Понт-Авана»/Les Galettes de Pont-Aven                     |  |  |  |
| 1976 | Філіпп Нуаре   | «Стара рушниця» Le vieux fusil          | Жерар Депардьє     | «Сім смертей за рецептом»/Sept morts sur ordonnance                 |  |  |  |
|      |                |                                         |                    |                                                                     |  |  |  |
| 1977 | Мішель Галабрю | «Суддя і вбивця» Le Juge et l'assassin  | Ален Делон         | «Мосьє Кляйн»/Monsieur Klein                                        |  |  |  |
| 1977 | Мішель Галабрю | «Суддя і вбивця» Le Juge et l'assassin  | Жерар Депардьє (2) | «Остання жінка»/La Dernière femme                                   |  |  |  |
| 1977 | Мішель Галабрю | «Суддя і вбивця» Le Juge et l'assassin  | Патрік Девар       | «Найкращий спосіб маршування»/La Meilleure Façon de marcher         |  |  |  |
|      |                |                                         |                    |                                                                     |  |  |  |
| 1978 | Жан Рошфор     | «Краб-барабанщик» Le Crabe-tambour      | Ален Делон (2)     | «Смерть негідника»/Mort d'un pourri                                 |  |  |  |
| 1978 | Жан Рошфор     | «Краб-барабанщик» Le Crabe-tambour      | Шарль Деннер       | «Чоловік, який любив жінок»/L'homme qui amait les femmes            |  |  |  |
| 1978 | Жан Рошфор     | «Краб-барабанщик» Le Crabe-tambour      | Жерар Депардьє (3) | «Скажіть їй, що я її люблю»/Dites-lui que je l'aime                 |  |  |  |
| 1978 | Жан Рошфор     | «Краб-барабанщик» Le Crabe-tambour      | Патрік Девар (2)   | «Слідчий Файяр на прізвисько «Шериф»»/Le Juge Fayard dit Le Shériff |  |  |  |
|      |                |                                         |                    |                                                                     |  |  |  |
| 1979 | Мішель Серро   | «Клітка для диваків» La Cage Aux Folles | Клод Брассер       | «Проста історія»/Une histoire simple                                |  |  |  |
| 1979 | Мішель Серро   | «Клітка для диваків» La Cage Aux Folles | Жан Карме          | «Цукор»/Le sucre                                                    |  |  |  |
| 1979 | Мішель Серро   | «Клітка для диваків» La Cage Aux Folles | Жерар Депардьє (4) | «Цукор»/Le sucre                                                    |  |  |  |

### 1980-ті
| Рік  | Переможець         | Фільм                                                                   | Номінанти           | Фільми                                                    |  |  |  |
| 1980 | Клод Брассер       | «Війна поліцій» La Guerre des polices                                   | Патрік Девар (3)    | «Чорна серія» / Série noire                               |  |  |  |
| 1980 | Клод Брассер       | «Війна поліцій» La Guerre des polices                                   | Ів Монтан           | «І... як Ікар» / I… Comme Icare                           |  |  |  |
| 1980 | Клод Брассер       | «Війна поліцій» La Guerre des polices                                   | Жан Рошфор (2)      | «Сміливіше, біжімо»/Courage fuyons                        |  |  |  |
|      |                    |                                                                         |                     |                                                           |  |  |  |
| 1981 | Жерар Депардьє     | «Останнє метро» Le Dernier Métro                                        | Патрік Девар (4)    | «Поганий син» /Un mauvais fils                            |  |  |  |
| 1981 | Жерар Депардьє     | «Останнє метро» Le Dernier Métro                                        | Філіпп Нуаре (2)    | «Орел або решка» / Pile ou face                           |  |  |  |
| 1981 | Жерар Депардьє     | «Останнє метро» Le Dernier Métro                                        | Мішель Серро (2)    | «Клітка для диваків 2» / La Cage aux folles II            |  |  |  |
|      |                    |                                                                         |                     |                                                           |  |  |  |
| 1982 | Мішель Серро (2)   | «Під попереднім слідством» Garde à vue                                  | Патрік Девар (5)    | «Вітчим» / Beau-père                                      |  |  |  |
| 1982 | Мішель Серро (2)   | «Під попереднім слідством» Garde à vue                                  | Філіпп Нуаре (3)    | «Бездоганна репутація» /Coup de torchon                   |  |  |  |
| 1982 | Мішель Серро (2)   | «Під попереднім слідством» Garde à vue                                  | Мішель Пікколі      | «Дивна справа» /Une étrange affaire                       |  |  |  |
|      |                    |                                                                         |                     |                                                           |  |  |  |
| 1983 | Філіпп Леотар      | «Інформатор» La Balance                                                 | Жерар Депардьє (6)  | «Дантон»/Danton                                           |  |  |  |
| 1983 | Філіпп Леотар      | «Інформатор» La Balance                                                 | Жерар Ланвен        | «Стрільби»/Tir groupé                                     |  |  |  |
| 1983 | Філіпп Леотар      | «Інформатор» La Balance                                                 | Ліно Вентура        | «Знедолені»/Les Misérables                                |  |  |  |
|      |                    |                                                                         |                     |                                                           |  |  |  |
| 1984 | Колюш              | «Чао, паяц» Tchao pantin                                                | Жерар Депардьє (7)  | «Татусі»/Les Compères                                     |  |  |  |
| 1984 | Колюш              | «Чао, паяц» Tchao pantin                                                | Ів Монтан (2)       | «Офіціант»/Garçon!                                        |  |  |  |
| 1984 | Колюш              | «Чао, паяц» Tchao pantin                                                | Мішель Серро (4)    | «Смертельна поїздка»/Mortelle Randonnée                   |  |  |  |
| 1984 | Колюш              | «Чао, паяц» Tchao pantin                                                | Ален Сушон          | «Убивче літо»/L'Été meurtrier                             |  |  |  |
|      |                    |                                                                         |                     |                                                           |  |  |  |
| 1985 | Ален Делон         | «Наша історія» Notre histoire                                           | Жерар Депардьє (8)  | «Форт Саган»/Fort Saganne                                 |  |  |  |
| 1985 | Ален Делон         | «Наша історія» Notre histoire                                           | Луї Дюкре           | «Неділя за містом»/Un Dimanche A La Campagne              |  |  |  |
| 1985 | Ален Делон         | «Наша історія» Notre histoire                                           | Філіпп Нуаре (4)    | «Відчиніть, поліція!»/Les Ripoux                          |  |  |  |
| 1985 | Ален Делон         | «Наша історія» Notre histoire                                           | Мішель Пікколі (2)  | «Діагональ слона»/La diagonale du fou                     |  |  |  |
|      |                    |                                                                         |                     |                                                           |  |  |  |
| 1986 | Кристофер Ламберт  | «Підземка» Subway                                                       | Жерар Депардьє (9)  | «Поліція»/Police                                          |  |  |  |
| 1986 | Кристофер Ламберт  | «Підземка» Subway                                                       | Робен Ренуччі       | «Драбина З»/Escalier C                                    |  |  |  |
| 1986 | Кристофер Ламберт  | «Підземка» Subway                                                       | Мішель Серро (5)    | «Вмирають лише двічі»/On ne meurt que deux fois           |  |  |  |
| 1986 | Кристофер Ламберт  | «Підземка» Subway                                                       | Ламбер Вільсон      | «Побачення»/Rendez-Vous                                   |  |  |  |
|      |                    |                                                                         |                     |                                                           |  |  |  |
| 1987 | Данієль Отей       | «Жан де Флоретт» Jean de Florette & «Манон з джерела» Manon des sources | Жан-Юг Англад       | «Тридцять сім і два щоранку»/37°2 le matin                |  |  |  |
| 1987 | Данієль Отей       | «Жан де Флоретт» Jean de Florette & «Манон з джерела» Manon des sources | Мішель Блан         | «Вечірня сукня»/Tenue de soirée                           |  |  |  |
| 1987 | Данієль Отей       | «Жан де Флоретт» Jean de Florette & «Манон з джерела» Manon des sources | Андре Дюссольє      | «Мелодрама»/Mélo                                          |  |  |  |
| 1987 | Данієль Отей       | «Жан де Флоретт» Jean de Florette & «Манон з джерела» Manon des sources | Кристоф Малавуа     | «Жінка мого життя»/La Femme de ma vie                     |  |  |  |
|      |                    |                                                                         |                     |                                                           |  |  |  |
| 1988 | Рішар Боренже      | «Велика дорога» Le Grand Chemin                                         | Жан Карме (2)       | «Міс Мона»/Miss Mona                                      |  |  |  |
| 1988 | Рішар Боренже      | «Велика дорога» Le Grand Chemin                                         | Жерар Депардьє (10) | «Під сонцем Сатани»/Sous le soleil de Satan               |  |  |  |
| 1988 | Рішар Боренже      | «Велика дорога» Le Grand Chemin                                         | Жерар Жуньо         | «Тандем»/Tandem                                           |  |  |  |
| 1988 | Рішар Боренже      | «Велика дорога» Le Grand Chemin                                         | Кристоф Малавуа (2) | «Втомившись від війни»/De guerre lasse                    |  |  |  |
| 1988 | Рішар Боренже      | «Велика дорога» Le Grand Chemin                                         | Жан Рошфор (3)      | «Тандем»/Tandem                                           |  |  |  |
|      |                    |                                                                         |                     |                                                           |  |  |  |
| 1989 | Жан-Поль Бельмондо | «Улюбленець долі» Itinéraire d'un enfant gâté                           | Рішар Анконіна      | «Улюбленець долі»/Itinéraire d'un enfant gâté             |  |  |  |
| 1989 | Жан-Поль Бельмондо | «Улюбленець долі» Itinéraire d'un enfant gâté                           | Данієль Отей (2)    | «Кілька днів у моєму суспільстві»/Quelques jours avec moi |  |  |  |
| 1989 | Жан-Поль Бельмондо | «Улюбленець долі» Itinéraire d'un enfant gâté                           | Жан-Марк Барр       | «Блакитна безодня»/Le Grand Bleu                          |  |  |  |
| 1989 | Жан-Поль Бельмондо | «Улюбленець долі» Itinéraire d'un enfant gâté                           | Жерар Депардьє (11) | «Камілла Клодель»/Camille Claudel                         |  |  |  |

### 1990-ті
| Рік  | Переможець         | Фільм                                           | Номінанти              | Фільми                                                                      |  |  |  |
| 1990 | Філіпп Нуаре (2)   | «Життя та нічого більше» La Vie et rien d'autre | Жан-Юг Англад (2)      | «Індійський ноктюрн»/Nocturne indien                                        |  |  |  |
| 1990 | Філіпп Нуаре (2)   | «Життя та нічого більше» La Vie et rien d'autre | Мішель Блан (2)        | «Мосьє Ір»/Monsieur Hire                                                    |  |  |  |
| 1990 | Філіпп Нуаре (2)   | «Життя та нічого більше» La Vie et rien d'autre | Жерар Депардьє (12)    | «Занадто красива для тебе»/Trop belle pour toi                              |  |  |  |
| 1990 | Філіпп Нуаре (2)   | «Життя та нічого більше» La Vie et rien d'autre | Іполит Жирардо         | «Безжальний світ»/Un monde sans piti é                                      |  |  |  |
| 1990 | Філіпп Нуаре (2)   | «Життя та нічого більше» La Vie et rien d'autre | Ламбер Вільсон (2)     | «Зима 54, абат П'єр»/Hiver 54, l'abbé Pierre                                |  |  |  |
|      |                    |                                                 |                        |                                                                             |  |  |  |
| 1991 | Жерар Депардьє (2) | «Сірано де Бержерак» Cyrano de Bergerac         | Данієль Отей (3)       | «Ласнер»/Lacenaire                                                          |  |  |  |
| 1991 | Жерар Депардьє (2) | «Сірано де Бержерак» Cyrano de Bergerac         | Фабріс Лукіні          | «Нелюдима»/La Discrète                                                      |  |  |  |
| 1991 | Жерар Депардьє (2) | «Сірано де Бержерак» Cyrano de Bergerac         | Мішель Пікколі (3)     | «Мілу у травні»/Milou en mai                                                |  |  |  |
| 1991 | Жерар Депардьє (2) | «Сірано де Бержерак» Cyrano de Bergerac         | Жан Рошфор (4)         | «Чоловік перукарки»/Le Mari de la coiffeuse                                 |  |  |  |
| 1991 | Жерар Депардьє (2) | «Сірано де Бержерак» Cyrano de Bergerac         | Мішель Серро (6)       | «Доктор Петьо»/Docteur Petiot                                               |  |  |  |
|      |                    |                                                 |                        |                                                                             |  |  |  |
| 1992 | Жак Дютрон         | «Ван Гог» Van Gogh                              | Іполит Жирардо (2)     | «Підвішена життя»/Hors la vie                                               |  |  |  |
| 1992 | Жак Дютрон         | «Ван Гог» Van Gogh                              | Жерар Жуньо (2)        | «Чудова епоха»/Une époque formidable                                        |  |  |  |
| 1992 | Жак Дютрон         | «Ван Гог» Van Gogh                              | Жан-П'єр Мар'єль (2)   | «Всі ранки світу»/Tous les matins du monde                                  |  |  |  |
| 1992 | Жак Дютрон         | «Ван Гог» Van Gogh                              | Мішель Пікколі (4)     | «Чарівна пустунка»/La Belle Noiseuse                                        |  |  |  |
|      |                    |                                                 |                        |                                                                             |  |  |  |
| 1993 | Клод Ріш           | «Вечеря» Le Souper                              | Данієль Отей (4)       | «Крижане серце»/Un cœur en hiver                                            |  |  |  |
| 1993 | Клод Ріш           | «Вечеря» Le Souper                              | Рішар Беррі            | «І маленький принц сказав»/Le Petit Prince a dit                            |  |  |  |
| 1993 | Клод Ріш           | «Вечеря» Le Souper                              | Клод Брассер (3)       | «Вечеря»/Le Souper                                                          |  |  |  |
| 1993 | Клод Ріш           | «Вечеря» Le Souper                              | Венсан Лендон          | «Криза»/La Crise                                                            |  |  |  |
|      |                    |                                                 |                        |                                                                             |  |  |  |
| 1994 | П'єр Ардіті        | «Палити/Не палити» Smoking/No Smoking           | Данієль Отей (5)       | «Улюблена пора року»/Ma saison préférée                                     |  |  |  |
| 1994 | П'єр Ардіті        | «Палити/Не палити» Smoking/No Smoking           | Мішель Бужена          | «Пуп землі»/Le nombril du monde                                             |  |  |  |
| 1994 | П'єр Ардіті        | «Палити/Не палити» Smoking/No Smoking           | Крістіан Клав'є        | «Прибульці»/Les Visiteurs                                                   |  |  |  |
| 1994 | П'єр Ардіті        | «Палити/Не палити» Smoking/No Smoking           | Жан Рено               | «Прибульці»/Les Visiteurs                                                   |  |  |  |
|      |                    |                                                 |                        |                                                                             |  |  |  |
| 1995 | Жерар Ланвен       | «Улюблений син» Le Fils préféré                 | Данієль Отей (6)       | «Розрив»/La Séparation                                                      |  |  |  |
| 1995 | Жерар Ланвен       | «Улюблений син» Le Fils préféré                 | Жерар Депардьє (14)    | «Полковник Шабер»/Le Colonel Chabert                                        |  |  |  |
| 1995 | Жерар Ланвен       | «Улюблений син» Le Fils préféré                 | Жан Рено (2)           | «Леон»/Léon                                                                 |  |  |  |
| 1995 | Жерар Ланвен       | «Улюблений син» Le Fils préféré                 | Жан-Луї Трентіньян     | «Три кольори: Червоний»/Trois Couleurs: Rouge                               |  |  |  |
|      |                    |                                                 |                        |                                                                             |  |  |  |
| 1996 | Мішель Серро (3)   | «Неллі та пан Арно» Nelly et Monsieur Arnaud    | Венсан Кассель         | «Ненависть»/La Haine                                                        |  |  |  |
| 1996 | Мішель Серро (3)   | «Неллі та пан Арно» Nelly et Monsieur Arnaud    | Ален Шаба              | «Проклятий газон»/Gazon maudit                                              |  |  |  |
| 1996 | Мішель Серро (3)   | «Неллі та пан Арно» Nelly et Monsieur Arnaud    | Франсуа Клюзе          | «Учні»/Les Apprentis                                                        |  |  |  |
| 1996 | Мішель Серро (3)   | «Неллі та пан Арно» Nelly et Monsieur Arnaud    | Жан-Луї Трентіньян (2) | «Фієста»/Fiesta                                                             |  |  |  |
|      |                    |                                                 |                        |                                                                             |  |  |  |
| 1997 | Філіпп Торретон    | «Капітан Конан» Capitaine Conan                 | Данієль Отей (7)       | «День восьмий»/Le Huitième Jour                                             |  |  |  |
| 1997 | Філіпп Торретон    | «Капітан Конан» Capitaine Conan                 | Шарль Берлінг          | «Насмішка»/Ridicule                                                         |  |  |  |
| 1997 | Філіпп Торретон    | «Капітан Конан» Capitaine Conan                 | Фабріс Лукіні (2)      | «Бомарше»/Beaumarchais, l'insolent                                          |  |  |  |
| 1997 | Філіпп Торретон    | «Капітан Конан» Capitaine Conan                 | Патрік Темсе           | «Вечірній прикид»/Pédale douce                                              |  |  |  |
|      |                    |                                                 |                        |                                                                             |  |  |  |
| 1998 | Андре Дюссольє     | «Відомі старі пісні» On connaît la chanson      | Данієль Отей (8)       | «До бою»/Le Bossu                                                           |  |  |  |
| 1998 | Андре Дюссольє     | «Відомі старі пісні» On connaît la chanson      | Шарль Берлінг (2)      | «Сухе чищення»/Nettoyage à sec                                              |  |  |  |
| 1998 | Андре Дюссольє     | «Відомі старі пісні» On connaît la chanson      | Ален Шаба (2)          | «Дідьє»/Didier                                                              |  |  |  |
| 1998 | Андре Дюссольє     | «Відомі старі пісні» On connaît la chanson      | Патрік Темсе (2)       | «Кузен»/Le Cousin                                                           |  |  |  |
|      |                    |                                                 |                        |                                                                             |  |  |  |
| 1999 | Жак Вільре         | «Вечеря з придурком» Le Dîner de cons           | Шарль Берлінг (3)      | «Бажання»/L'Ennui                                                           |  |  |  |
| 1999 | Жак Вільре         | «Вечеря з придурком» Le Dîner de cons           | Жан-П'єр Дарруссен     | «Спрут»/Le Poulpe                                                           |  |  |  |
| 1999 | Жак Вільре         | «Вечеря з придурком» Le Dîner de cons           | Антуан де Кон          | «Чоловік як жінка»/L'homme est une femme comme les autres                   |  |  |  |
| 1999 | Жак Вільре         | «Вечеря з придурком» Le Dîner de cons           | Паскаль Греггорі       | «Ті, хто мене любить, поїдуть потягом»/Ceux qui m'aiment prendront le train |  |  |  |

### 2000-ні
| Рік  | Переможець         | Фільм                                                                                     | Номінанти              | Фільми                                                                |  |  |  |
| 2000 | Данієль Отей (2)   | «Дівчина на мосту» La Fille sur le pont                                                   | Жан-П'єр Бакрі         | «Кеннеді і я»/Kennedy et moi                                          |  |  |  |
| 2000 | Данієль Отей (2)   | «Дівчина на мосту» La Fille sur le pont                                                   | Альбер Дюпонтель       | «Хвороба Закса»/La Maladie de Sachs                                   |  |  |  |
| 2000 | Данієль Отей (2)   | «Дівчина на мосту» La Fille sur le pont                                                   | Венсан Лендон (2)      | «Мій маленький бізнес»/Ma petite entreprise                           |  |  |  |
| 2000 | Данієль Отей (2)   | «Дівчина на мосту» La Fille sur le pont                                                   | Філіпп Торретон (2)    | «Це починається сьогодні»/Ça commence aujourd'hui                     |  |  |  |
|      |                    |                                                                                           |                        |                                                                       |  |  |  |
| 2001 | Сержі Лопес        | «Гаррі — друг, який бажає вам добра» Harry, un ami qui vous veut du bien                  | Жан-П'єр Бакрі (2)     | «На чужий смак»/Le Goût des autres                                    |  |  |  |
| 2001 | Сержі Лопес        | «Гаррі — друг, який бажає вам добра» Harry, un ami qui vous veut du bien                  | Шарль Берлінг (4)      | «Сентиментальні долі»/Les Destinées sentimentales                     |  |  |  |
| 2001 | Сержі Лопес        | «Гаррі — друг, який бажає вам добра» Harry, un ami qui vous veut du bien                  | Бернар Жиродо          | «Справа смаку»/Une affaire de goût                                    |  |  |  |
| 2001 | Сержі Лопес        | «Гаррі — друг, який бажає вам добра» Harry, un ami qui vous veut du bien                  | Паскаль Греггорі (2)   | «Змішання жанрів»/La Confusion des genres                             |  |  |  |
|      |                    |                                                                                           |                        |                                                                       |  |  |  |
| 2002 | Мішель Буке        | «Як я вбив батька» Comment j'ai tué mon père                                              | Ерік Каравака          | «Палата для офіцерів»/La Chambre des officiers                        |  |  |  |
| 2002 | Мішель Буке        | «Як я вбив батька» Comment j'ai tué mon père                                              | Венсан Кассель (2)     | «Читай по губах»/Sur mes lèvres                                       |  |  |  |
| 2002 | Мішель Буке        | «Як я вбив батька» Comment j'ai tué mon père                                              | Андре Дюссольє (3)     | «Тангі»/Tanguy                                                        |  |  |  |
| 2002 | Мішель Буке        | «Як я вбив батька» Comment j'ai tué mon père                                              | Жак Дютрон (2)         | «Се ля ві»/C'est la vie                                               |  |  |  |
|      |                    |                                                                                           |                        |                                                                       |  |  |  |
| 2003 | Едріен Броуді      | «Піаніст» Le Pianiste                                                                     | Данієль Отей (10)      | «Суперник»/L'Adversaire                                               |  |  |  |
| 2003 | Едріен Броуді      | «Піаніст» Le Pianiste                                                                     | Франсуа Берлеан        | «Як скажеш»/Mon idole                                                 |  |  |  |
| 2003 | Едріен Броуді      | «Піаніст» Le Pianiste                                                                     | Бернар Кампан          | «Згадувати про прекрасне»/Se souvenir des belles choses               |  |  |  |
| 2003 | Едріен Броуді      | «Піаніст» Le Pianiste                                                                     | Матьє Кассовітц        | «Амінь»/Amen.                                                         |  |  |  |
|      |                    |                                                                                           |                        |                                                                       |  |  |  |
| 2004 | Омар Шариф         | «Мосьє Ібрагім та квіти Корану» Monsieur Ibrahim et les Fleurs du Coran                   | Данієль Отей (11)      | «Тільки після Вас!»/Après vous                                        |  |  |  |
| 2004 | Омар Шариф         | «Мосьє Ібрагім та квіти Корану» Monsieur Ibrahim et les Fleurs du Coran                   | Жан-П'єр Бакрі (3)     | «Почуття»/Les Sentiments                                              |  |  |  |
| 2004 | Омар Шариф         | «Мосьє Ібрагім та квіти Корану» Monsieur Ibrahim et les Fleurs du Coran                   | Гад Ельмалех           | «Шу-шу»/Chouchou                                                      |  |  |  |
| 2004 | Омар Шариф         | «Мосьє Ібрагім та квіти Корану» Monsieur Ibrahim et les Fleurs du Coran                   | Бруно Тодескіні        | «Його брат»/Son frère                                                 |  |  |  |
|      |                    |                                                                                           |                        |                                                                       |  |  |  |
| 2005 | Матьє Амальрік     | «Королі та королева» Rois et Reine                                                        | Данієль Отей (12)      | «Набережна Орфевр, 36»/36 quai des Orfèvres                           |  |  |  |
| 2005 | Матьє Амальрік     | «Королі та королева» Rois et Reine                                                        | Жерар Жуньо (3)        | «Хористи»/Les Choristes                                               |  |  |  |
| 2005 | Матьє Амальрік     | «Королі та королева» Rois et Reine                                                        | Бенуа Пульворд         | «Подіум»/Podium                                                       |  |  |  |
| 2005 | Матьє Амальрік     | «Королі та королева» Rois et Reine                                                        | Філіпп Торретон (3)    | «Напарник»/L'Équipier                                                 |  |  |  |
|      |                    |                                                                                           |                        |                                                                       |  |  |  |
| 2006 | Мішель Буке (2)    | «Прогулянки по Марсовому полю» Le Promeneur du Champ-de-Mars                              | Патрік Шене            | «Я тут не для того, щоб мене любили»/Je ne suis pas là pour être aimé |  |  |  |
| 2006 | Мішель Буке (2)    | «Прогулянки по Марсовому полю» Le Promeneur du Champ-de-Mars                              | Ромен Дюріс            | «І моє серце завмерло» /De battre mon cœur s'est arrêté               |  |  |  |
| 2006 | Мішель Буке (2)    | «Прогулянки по Марсовому полю» Le Promeneur du Champ-de-Mars                              | Хосе Гарсія            | «Гільйотина»/Le Couperet                                              |  |  |  |
| 2006 | Мішель Буке (2)    | «Прогулянки по Марсовому полю» Le Promeneur du Champ-de-Mars                              | Бенуа Пульворд (2)     | «В його руках»/Entre ses mains                                        |  |  |  |
|      |                    |                                                                                           |                        |                                                                       |  |  |  |
| 2007 | Франсуа Клюзе      | «Не кажи нікому» Ne le dis à personne                                                     | Мішель Блан (3)        | «Ви так прекрасні»/Je vous trouve très beau                           |  |  |  |
| 2007 | Франсуа Клюзе      | «Не кажи нікому» Ne le dis à personne                                                     | Ален Шаба (3)          | «Як одружитися і залишитися неодруженим»/Prête-moi ta main            |  |  |  |
| 2007 | Франсуа Клюзе      | «Не кажи нікому» Ne le dis à personne                                                     | Жерар Депардьє (15)    | «Коли я був співаком»/Quand j'étais chanteur                          |  |  |  |
| 2007 | Франсуа Клюзе      | «Не кажи нікому» Ne le dis à personne                                                     | Жан Дюжарден           | «Агент 117»/OSS 117: Le Caire, nid d'espions                          |  |  |  |
|      |                    |                                                                                           |                        |                                                                       |  |  |  |
| 2008 | Матьє Амальрік (2) | «Скафандр і метелик» Le Scaphandre et le Papillon                                         | Мішель Блан (4)        | «Свідки»/Les Témoins                                                  |  |  |  |
| 2008 | Матьє Амальрік (2) | «Скафандр і метелик» Le Scaphandre et le Papillon                                         | Жан-П'єр Дарруссен (2) | «Діалог з моїм садівником»/Dialogue avec mon jardinier                |  |  |  |
| 2008 | Матьє Амальрік (2) | «Скафандр і метелик» Le Scaphandre et le Papillon                                         | Венсан Лендон (3)      | «Ті, хто залишається»/Ceux qui restent                                |  |  |  |
| 2008 | Матьє Амальрік (2) | «Скафандр і метелик» Le Scaphandre et le Papillon                                         | Жан-П'єр Мар'єль (3)   | «І нехай усе танцює!»/Faut que ça danse!                              |  |  |  |
|      |                    |                                                                                           |                        |                                                                       |  |  |  |
| 2009 | Венсан Кассель     | «Ворог Держави № 1» L'Instinct de mort & «Ворог держави №1: Легенда» L'ennemi public n° 1 | Франсуа-Ксав'є Демезон | «Колюш, історія одного хлопця»/Coluche, l'histoire d'un mec           |  |  |  |
| 2009 | Венсан Кассель     | «Ворог Держави № 1» L'Instinct de mort & «Ворог держави №1: Легенда» L'ennemi public n° 1 | Гійом Депардьє         | «Версаль»/Versailles                                                  |  |  |  |
| 2009 | Венсан Кассель     | «Ворог Держави № 1» L'Instinct de mort & «Ворог держави №1: Легенда» L'ennemi public n° 1 | Альбер Дюпонтель (2)   | «Два дні для вбивства»/Deux jours à tuer                              |  |  |  |
| 2009 | Венсан Кассель     | «Ворог Держави № 1» L'Instinct de mort & «Ворог держави №1: Легенда» L'ennemi public n° 1 | Жак Гамблен            | «Перший день твого життя»/Le Premier Jour du reste de ta vie          |  |  |  |

### 2010-ті
| Рік  | Переможець         | Фільм                                                   | Номінанти              | Фільми                                                                        |  |  |  |
| 2010 | Тахар Рахім        | «Пророк» Un prophète                                    | Іван Атталь            | «Викрадення»/Rapt                                                             |  |  |  |
| 2010 | Тахар Рахім        | «Пророк» Un prophète                                    | Франсуа Клюзе (3)      | «Спочатку»/À l'origine                                                        |  |  |  |
| 2010 | Тахар Рахім        | «Пророк» Un prophète                                    | Франсуа Клюзе (4)      | «На ціпок»/Le Dernier pour la route                                           |  |  |  |
| 2010 | Тахар Рахім        | «Пророк» Un prophète                                    | Венсан Лендон (4)      | «Ласкаво просимо»/Welcome                                                     |  |  |  |
|      |                    |                                                         |                        |                                                                               |  |  |  |
| 2011 | Ерік Ельмосніно    | «Генсбур. Герой і хуліган» Gainsbourg, vie héroïque     | Жерар Депардьє (16)    | «Останній Мамонт Франції»/Mammuth                                             |  |  |  |
| 2011 | Ерік Ельмосніно    | «Генсбур. Герой і хуліган» Gainsbourg, vie héroïque     | Ромен Дюріс (2)        | «Серцеїд»/L'Arnacœur                                                          |  |  |  |
| 2011 | Ерік Ельмосніно    | «Генсбур. Герой і хуліган» Gainsbourg, vie héroïque     | Жак Гамблен (2)        | «Імена людей»/Le Nom des gens                                                 |  |  |  |
| 2011 | Ерік Ельмосніно    | «Генсбур. Герой і хуліган» Gainsbourg, vie héroïque     | Ламбер Вільсон (3)     | «Про людей і богів»/Des hommes et des dieux                                   |  |  |  |
|      |                    |                                                         |                        |                                                                               |  |  |  |
| 2012 | Омар Сі            | «1+1» Intouchables                                      | Франсуа Клюзе (5)      | «1+1»/Intouchables                                                            |  |  |  |
| 2012 | Омар Сі            | «1+1» Intouchables                                      | Жан Дюжарден (2)       | «Артист»/The Artist                                                           |  |  |  |
| 2012 | Омар Сі            | «1+1» Intouchables                                      | Самі Буає              | «Омар вбив мене»/Omar m'a tuer                                                |  |  |  |
| 2012 | Омар Сі            | «1+1» Intouchables                                      | Олів'є Гурме           | "Управління державою «/L'Exercice de l'État                                   |  |  |  |
| 2012 | Омар Сі            | «1+1» Intouchables                                      | Дені Подалідес         | „Завоювання“/La conquête                                                      |  |  |  |
| 2012 | Омар Сі            | «1+1» Intouchables                                      | Філіпп Торретон (4)    | „Винен“/Présumé coupable                                                      |  |  |  |
|      |                    |                                                         |                        |                                                                               |  |  |  |
| 2013 | Жан-Луї Трентіньян | „Кохання“ Amour                                         | Жан-П'єр Бакрі (4)     | „В пошуках Ортенза“ / Cherchez Hortense                                       |  |  |  |
| 2013 | Жан-Луї Трентіньян | „Кохання“ Amour                                         | Патрік Брюель          | „Ім'я“ / Le Prénom                                                            |  |  |  |
| 2013 | Жан-Луї Трентіньян | „Кохання“ Amour                                         | Дені Лаван             | »Корпорація «Святі мотори»" / Holy Motors                                     |  |  |  |
| 2013 | Жан-Луї Трентіньян | „Кохання“ Amour                                         | Венсан Лендон (5)      | «За кілька годин до весни» / Quelques heures de printemps                     |  |  |  |
| 2013 | Жан-Луї Трентіньян | „Кохання“ Amour                                         | Фабріс Лукіні (3)      | «У будинку» / Dans la maison                                                  |  |  |  |
| 2013 | Жан-Луї Трентіньян | „Кохання“ Amour                                         | Жеремі Реньє           | «Мій шлях» / Cloclo                                                           |  |  |  |
|      |                    |                                                         |                        |                                                                               |  |  |  |
| 2014 | Гійом Гальєнн      | «Я, знову я та мама» Les Garçons et Guillaume, à table! | Матьє Амальрік (3)     | «Венера в хутрі» / La Vénus à la fourrure                                     |  |  |  |
| 2014 | Гійом Гальєнн      | «Я, знову я та мама» Les Garçons et Guillaume, à table! | Мішель Буке (3)        | «Ренуар. Останнє кохання» / Renoir                                            |  |  |  |
| 2014 | Гійом Гальєнн      | «Я, знову я та мама» Les Garçons et Guillaume, à table! | Альбер Дюпонтель (3)   | «9 місяців суворого режиму» / 9 mois ferme                                    |  |  |  |
| 2014 | Гійом Гальєнн      | «Я, знову я та мама» Les Garçons et Guillaume, à table! | Грегорі Гадебуа        | «Єдиний у своєму роді»                                                        |  |  |  |
| 2014 | Гійом Гальєнн      | «Я, знову я та мама» Les Garçons et Guillaume, à table! | Фабріс Лукіні (4)      | «Альцест на велосипеді» / Alceste à bicyclette                                |  |  |  |
| 2014 | Гійом Гальєнн      | «Я, знову я та мама» Les Garçons et Guillaume, à table! | Мадс Міккельсен        | «Міхаель Кольхаас» / Michael Kohlhaas                                         |  |  |  |
|      |                    |                                                         |                        |                                                                               |  |  |  |
| 2015 | П'єр Ніне          | «Ів Сен Лоран» / Yves Saint Laurent                     | Нільс Ареструп         | «Дипломатія» / Diplomatie                                                     |  |  |  |
| 2015 | П'єр Ніне          | «Ів Сен Лоран» / Yves Saint Laurent                     | Ґійом Кане             | «Наступного разу я стрілятиму в серце» / La prochaine fois je viserai le cœur |  |  |  |
| 2015 | П'єр Ніне          | «Ів Сен Лоран» / Yves Saint Laurent                     | Франсуа Дам'єн         | «Сім'я Бельє» / La Famille Bélier                                             |  |  |  |
| 2015 | П'єр Ніне          | «Ів Сен Лоран» / Yves Saint Laurent                     | Ромен Дюріс            | «Нова подружка» / Une nouvelle amie                                           |  |  |  |
| 2015 | П'єр Ніне          | «Ів Сен Лоран» / Yves Saint Laurent                     | Венсан Лакост          | «Гіппократ»                                                                   |  |  |  |
| 2015 | П'єр Ніне          | «Ів Сен Лоран» / Yves Saint Laurent                     | Гаспар Ульєль          | »Святий Лоран. Страсті великого кутюр'є" / Saint Laurent                      |  |  |  |
|      |                    |                                                         |                        |                                                                               |  |  |  |
| 2016 | Венсан Лендон      | «Закон ринку» / La Loi du marché                        |                        |                                                                               |  |  |  |
| 2016 | Венсан Лендон      | «Закон ринку» / La Loi du marché                        | Жан-П'єр Бакрі         | «Неймовірно особисте життя мосьє Сіма» / La Vie très privée de Monsieur Sim   |  |  |  |
| 2016 | Венсан Лендон      | «Закон ринку» / La Loi du marché                        | Венсан Кассель         | «Мій король» / Mon roi                                                        |  |  |  |
| 2016 | Венсан Лендон      | «Закон ринку» / La Loi du marché                        | Франсуа Дам'єн         | «Ковбої» / Les Cowboys                                                        |  |  |  |
| 2016 | Венсан Лендон      | «Закон ринку» / La Loi du marché                        | Жерар Депардьє         | «Долина любові» / Valley of Love                                              |  |  |  |
| 2016 | Венсан Лендон      | «Закон ринку» / La Loi du marché                        | Джесутасан Антонітасан | «Діпан» / Dheepan                                                             |  |  |  |
| 2016 | Венсан Лендон      | «Закон ринку» / La Loi du marché                        | Фабріс Лукіні          | «Горностай» / L'Hermine                                                       |  |  |  |
|      |                    |                                                         |                        |                                                                               |  |  |  |
| 2017 | Гаспар Ульєль      | «Це всього лиш кінець світу» / Juste la fin du monde    |                        |                                                                               |  |  |  |
| 2017 | Гаспар Ульєль      | «Це всього лиш кінець світу» / Juste la fin du monde    | Франсуа Клюзе          | «Сільський лікар» / Médecin de campagne                                       |  |  |  |
| 2017 | Гаспар Ульєль      | «Це всього лиш кінець світу» / Juste la fin du monde    | П'єр Деладоншам        | «Син Жана» / Le Fils de Jean                                                  |  |  |  |
| 2017 | Гаспар Ульєль      | «Це всього лиш кінець світу» / Juste la fin du monde    | Ніколя Дювошель        | «Я не мерзотник» / Je ne suis pas un salaud                                   |  |  |  |
| 2017 | Гаспар Ульєль      | «Це всього лиш кінець світу» / Juste la fin du monde    | Фабріс Лукіні          | «Моя краля» / Ma Loute                                                        |  |  |  |
| 2017 | Гаспар Ульєль      | «Це всього лиш кінець світу» / Juste la fin du monde    | П'єр Ніне              | «Франц» / Frantz                                                              |  |  |  |
| 2017 | Гаспар Ульєль      | «Це всього лиш кінець світу» / Juste la fin du monde    | Омар Сі                | «Шоколад» / Chocolat                                                          |  |  |  |
|      |                    |                                                         |                        |                                                                               |  |  |  |
| 2018 | Сванн Арло         | «Дрібний фермер» / Petit Paysan                         |                        |                                                                               |  |  |  |
| 2018 | Сванн Арло         | «Дрібний фермер» / Petit Paysan                         | Жан-П'єр Бакрі         | «1+1=Весілля» / Le Sens de la fête                                            |  |  |  |
| 2018 | Сванн Арло         | «Дрібний фермер» / Petit Paysan                         | Луї Гаррель            | «Молодий Годар» / Le Redoutable                                               |  |  |  |
| 2018 | Сванн Арло         | «Дрібний фермер» / Petit Paysan                         | Альбер Дюпонтель       | «До побачення там, нагорі» / Au revoir là-haut                                |  |  |  |
| 2018 | Сванн Арло         | «Дрібний фермер» / Petit Paysan                         | Гійом Кане             | «Рок-н-рол» / Rock'n Roll                                                     |  |  |  |
| 2018 | Сванн Арло         | «Дрібний фермер» / Petit Paysan                         | Реда Катеб             | «Джанго» / Django                                                             |  |  |  |
| 2018 | Сванн Арло         | «Дрібний фермер» / Petit Paysan                         | Данієль Отей           | «Блискучий» / Le Brio                                                         |  |  |  |
|      |                    |                                                         |                        |                                                                               |  |  |  |
| 2019 | Алекс Лутц         | «Гі» / Guy                                              |                        |                                                                               |  |  |  |
| 2019 | Алекс Лутц         | «Гі» / Guy                                              | Едуар Баер             | «Мадемуазель де Жонк'єр» / Mademoiselle de Joncquières                        |  |  |  |
| 2019 | Алекс Лутц         | «Гі» / Guy                                              | Ромен Дюріс            | «Наші битви» / Nos batailles                                                  |  |  |  |
| 2019 | Алекс Лутц         | «Гі» / Guy                                              | Венсан Лакост          | «Аманда» / Amanda                                                             |  |  |  |
| 2019 | Алекс Лутц         | «Гі» / Guy                                              | Жиль Лелуш             | «Опіканець» / Pupille                                                         |  |  |  |
| 2019 | Алекс Лутц         | «Гі» / Guy                                              | Піо Мармай             | «Щось не так з тобою» / En liberté !                                          |  |  |  |
| 2019 | Алекс Лутц         | «Гі» / Guy                                              | Дені Меноше            | «Опіка» / Jusqu'à la garde                                                    |  |  |  |

### 2020-ті
| Рік  | Переможець | Фільм                | Номінанти      | Фільми                        |
| 2020 | Рошді Зем  | Roubaix, une lumière | Данієль Отей   | La Belle Époque               |
| 2020 | Рошді Зем  | Roubaix, une lumière | Деміен Боннар  | «Знедолені» / Les Misérables  |
| 2020 | Рошді Зем  | Roubaix, une lumière | Жан Дюжарден   | «Офіцер і шпигун» / J'accuse  |
| 2020 | Рошді Зем  | Roubaix, une lumière | Венсан Кассель | Hors normes                   |
| 2020 | Рошді Зем  | Roubaix, une lumière | Реда Катеб     | Hors normes                   |
| 2020 | Рошді Зем  | Roubaix, une lumière | Мельвіль Пупо  | «З божої волі» / Grâce à Dieu |

## Деякі факти
- Єдина перемога актора, що зіграв у фільмі, знятому не французькою мовою — Едріен Броуді 2003 року за фільм «Піаніст» (фільм франко-польського виробництва).
- Жерар Депардьє 3 рази номінувався за 4 роки поспіль (1976—1979, 1983—1986, 1988—1991). Крім нього нікому не вдалося домогтися цього хоча б раз.
- Депардьє і Отей на двох в сумі номінувалися 28 разів, але лише тричі — одночасно (1989, 1991 та 1995), при тому, що їх різниця у віці становить трохи більше року.
- Жан-П'єр Мар'єль був номінований тричі: перший раз 1976 року, другий раз — через 16 років, і втретє — опісля ще 16 років.
- Жан-Поль Бельмондо — єдиний за всі 34 роки актор з подвійним ім'ям, який виграв цю номінацію, хоча деякі актори номінувалися 14 разів.
- 6 разів за один фільм було номіновано одразу 2 актора (жирним виділені переможці) :
  - 1979 — Жерар Депардьє та Жан Карме за фільм «Цукор»,
  - 1988 — Жерар Жуньо та Жан Рошфор за фільм «Тандем»,
  - 1989 — Жан-Поль Бельмондо та Рішар Анконіна за фільм «Улюбленець долі»,
  - 1993 — Клод Ріш та Клод Брассер за фільм «Вечеря»,
  - 1994 — Крістіан Клав'є та Жан Рено за фільм «Прибульці».
  - 2012 — Омар Сі та Франсуа Клюзе за фільм «1+1»